# Derek Parfit
Derek Antony Parfit (n. 11 decembrie 1942, Chengdu, Republica Chineză – d. 1 ianuarie 2017, Greater London, Anglia, Regatul Unit) a fost un filosof britanic recunoscut la nivel internațional pentru contribuțiile sale în domeniile identității personale, eticii populației și teoriilor morale. Parfit a obținut o reputație cunoscută la nivel internațional înainte de 35 de ani, iar lucrarea sa din 1984, Reasons and Persons, este considerată drept una dintre cele mai importante lucrări ale filosofiei morale a secolului XX. De-a lungul carierei sale, Parfit a devenit una dintre cele mai respectate figuri din domeniul filosofiei morale contemporane iar în 2014 i s-a oferit Premiul Rolf Schock pentru contribuțiile aduse teoriei identității personale și analizei structurii teoriilor morale.
Parfit și-a petrecut întreaga carieră academică la All Souls College, Universitatea Oxford, având și diverse colaborări cu universități de prestigiu precum Harvard, New York University și Rutgers. 

## Biografie
Derek Anthony Parfit s-a născut pe 11 decembrie 1942 în Chengdu, provincia Szechwan, din vestul Chinei. Părinții săi, Jessie și Norman Parfit, ambii doctori, erau misionari medicali, la fel ca toți cei patru bunici ai săi. În urma celui de-Al Doilea Război Mondial, părinții lui Parfit au renunțat la credința religioasă iar la sfârșitul acestuia familia s-a mutat înapoi în Marea Britanie, stabilindu-se inițial la Londra, iar apoi la Oxford. A urmat cursurile Dragon School și apoi Eton College, unde s-a specializat în istorie și a avut primele contacte cu filosofia. După Eton, a studiat istoria la Balliol College, Oxford, între 1961 și 1964. A obținut o bursă Harkness Fellowship, care i-a permis să călătorească în SUA și să urmeze cursuri la Columbia și Harvard. În 1966, a decis să își schimbe domeniul de studiu de la istorie la filosofie, începându-și astfel cariera filosofică.